# フォッシル・グループ
フォッシル・グループ（英: Fossil Group, Inc.）は、アメリカ合衆国の時計メーカー、ファッションブランドである。

## 概要

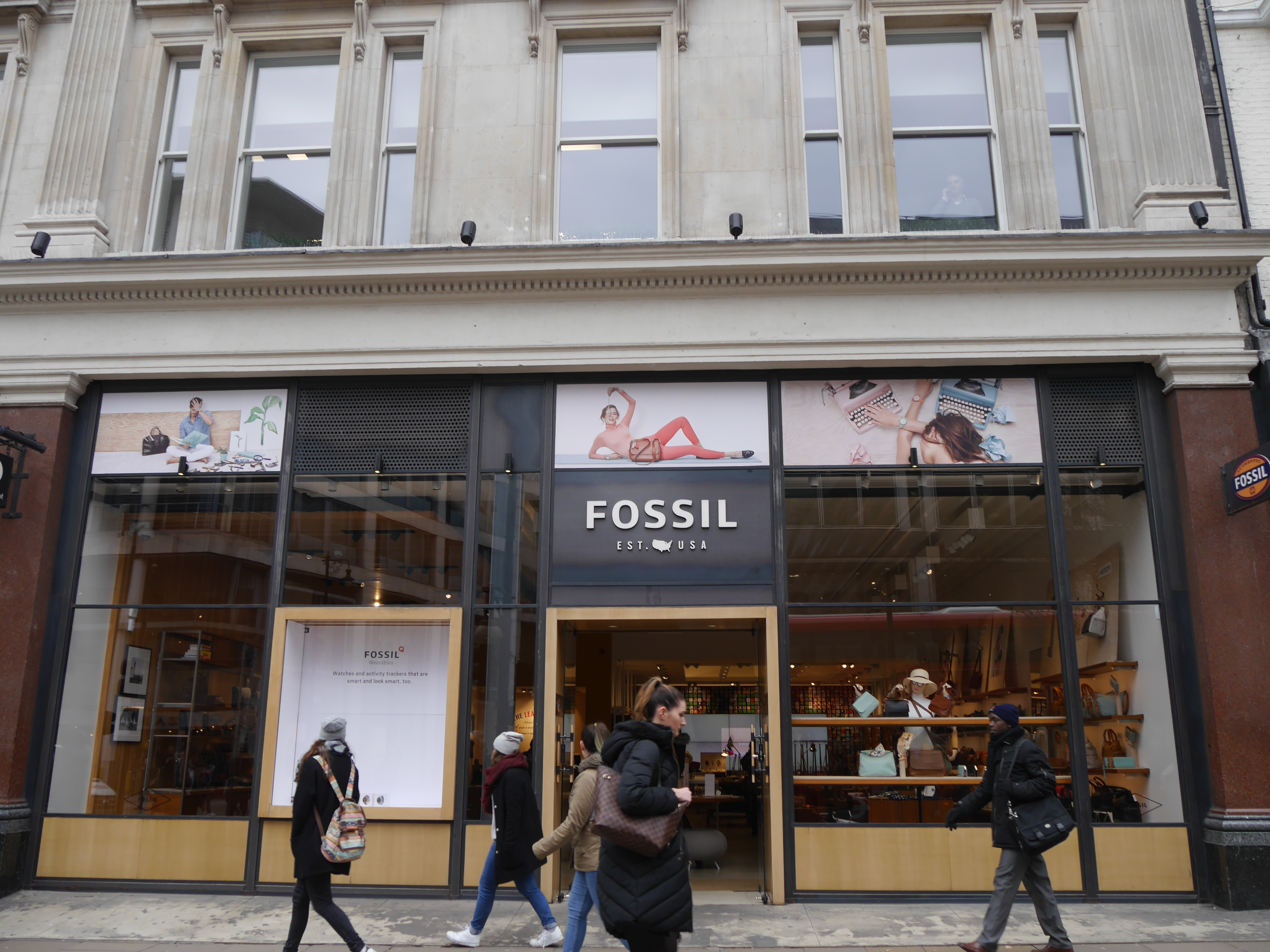
ロンドンのオクスフォード・ストリート店

### 展開商品
時計、財布、デザイナージュエリー、デザイナーフレグランス（メンズ＆レディース1984）、レディースハンドバッグ、さまざまなレザー製品：コンピューターバッグ、バックパック、ベルト等。

## 歴史
1984年 トム・カーツォティスによって設立。
1990年 ブランドの革製品とRelic時計シリーズを導入。
1993年 最初の公募を行った。
2007年9月 Fossilは、アメリカ合衆国テキサス州北部地区で提起された訴訟で、Financial Innovations Systems、LLCが所有する特許を侵害したとして告発され、定住未公開量のためとその後却下した。
2013年初頭 スイス製の高級腕時計「Fossil Swiss」発表。
2015年11月 Misfitを2億6,000万ドルで買収し、Misfitの技術を伝統的な外観の時計に組み込む計画を立てた。

## 腕時計の製造
Fossilは自社ブランドで経済的な成功を収めている。この成功により認可された時計ラインで多くの取引が行われた。
2001年 Fossilはデザイナーのフィリップ・スタルクと共同で、スタルクとフォッシルの時計コレクションを作成した。このコレクションは、超モダンなデザインとユニークなムーブメントを特徴としている。
フォッシルが設計、製造、販売する。認可されたブランドはバーバリー、DKNY、エンポリオ・アルマーニ、アルマーニ・エクスチェンジ、コロンビア・スポーツウェア、ディーゼル、フランクゲーリー、カールラガーフェルド、トリーバーチ、ケイト・スペード、マイケル・コース、キャロウェイゴルフ、デイビスカップ、マークバイ、マークジェイコブス、スカーゲンデザイン、ミケーレ、アディダス等。

## グループ企業
- Fossil
- Relic
- Abacus
- Michele Watch
- Skagen Denmark
- Misfit Wearables
- WSI
- Zodiac Watches